# كرم الهوى (فلم)
كرم الهوى هو فيلمٌ لبنانيٌ أُنتج عام 1967. قصة الفيلم مأخوذة عن الفيلم الأمريكي دعنا نحب.
هذا الفيلم هو آخر فيلم يلتقي فيه إسماعيل ياسين مع عبد السلام النابلسي. وهو أول فيلم يلتقيان فيه منذ فيلم الفرسان الثلاثة عام 1962.

## قصة الفيلم
زلغوطة (صباح)، وفريال (فريال كريم) فتاتين يتيمتين، يسعى خالهما أبو تامر لتزويجهما رغماً عنهما، فقررتا الهرب إلى بيروت. وينامان في إحدى البيوت.
تكتشف الفتاتان أن البيت ما هو إلاّ مقر لفرقة فنية فاشلة يقودها الأستاذ كمبوشة (عبد السلام النابلسي)، الذي يعجبه صوت زلغوطة بعد سماعها تغني. يأتي إلى الفرقة ممثلٌ فاشلٌ يُدعى عزت عنبر (عماد حمدي)، ويطلب منهم ضمه للفرقة، ويقترح عليهم أن يطلبوا المساعدة من الثري سعيد أبو الذهب (إبراهيم خان) رغم أنه يكره الفن.
يحاول أفراد الفرقة التحايل على سعيد للحصول على دعمه دون جدوى. أخيراً تنجح زلغوطة مع رفيقاتها في تدبير حادث سير وهمي، ويعتقد سعيد أنه ضربها بسيارته، وتتظاهر أنها أصيبت بالعمى، ومع مرور الوقت يشعر سعيد بالحب تجاه زلغوطة.
يتضح أن سعيد ما هو إلاّ مساعد للثري عزت بيه عنبر (الذي تظاهر من قبل بأنه ممثلٌ فاشل)، وأنه يمثل دور الثري ليساعد الفرقة التي تعمل فيها آمال (آمال عفيش) بنت عزت عنبر، ثم يكشف سعيد حقيقته لزلغوطة ويتعهد بعلاجها من العمى.
تُقيم الفرقة الحفل الكبير الذي تحييه زلغوطة، وتكشف له أثناء غناءها أنها ليست عمياء، ويفرح سعيد بذلك.

## أغاني الفيلم
أغنية كرم الهوى التي يحمل الفيلم اسمها من تأليف توفيق بركات، وتلحين محمد عبد الوهاب، في حين ألف باقي أغاني الفيلم ميشال طعمة، ولحنها كلٌ من سهيل عرفة، وإلياس الرحباني.

## مصدر
1. ↑  محمود قاسم، موسوعة الأفلام الروائية في مصر والعالم العربي، الجزء الثاني، الهيئة المصرية العامة للكتاب، 2006، ص 349.
2. ↑  انظر قائمة أعمال إسماعيل ياسين وعبد السلام النابلسي. نسخة محفوظة 31 أكتوبر 2020 على موقع واي باك مشين.
3. ↑  عناوين الفيلم.

## وصلات خارجية
- مقالات تستعمل روابط فنية بلا صلة مع ويكي بيانات